# Arsène Matton
 (août 2020).
Si vous disposez d'ouvrages ou d'articles de référence ou si vous connaissez des sites web de qualité traitant du thème abordé ici, merci de compléter l'article en donnant les références utiles à sa vérifiabilité et en les liant à la section « Notes et références ».
Pour les articles homonymes, voir Matton.
Arsène Matton, né en 1873 et mort en 1953, est un sculpteur belge.

## Biographie
Arsène Matton est commissionné en 1911 par la Belgique pour étudier les peuples du Congo. Il en rapporte de nombreux bustes et une collection d'objets.

## Aux musées
Certaines de ces sculptures ornent l'entrée du Musée royal de l'Afrique centrale à Tervuren[réf. nécessaire] ainsi que le Musée des beaux-arts de Tournai en Belgique.

## Hommages
Une rue porte son nom à Dion-le-Mont.